# 許叔牙
许叔牙（？—649年），字延基，唐朝润州句容县（今江苏省句容市）人。
许叔牙年轻时精于《毛诗》、《礼记》，尤其善于讽咏。唐太宗贞观初年，担任晋王府参军、弘文馆直学士、晋王（李治）文学兼侍读，转任太常博士。晋王被立为太子之后，许叔牙加朝散大夫，转任太子洗马，兼崇贤馆学士，依然兼任侍读。撰写《毛诗纂义》十卷，进献给皇太子。太子赐给他帛百段，兼令写本交给司经局。御史大夫高智周对人说："想要研究《诗经》的人，必须先读此书。"贞观二十三年去世。其子许子儒。